# Villadia levis
Villadia levis es una especie de la familia de las crasuláceas, comúnmente llamadas, siemprevivas, conchitas o flor de piedra (Crassulaceae), dentro del orden Saxifragales en lo que comúnmente llamamos plantas dicotiledóneas, aunque hoy en día se agrupan dentro de Magnoliopsida. El nombre del género fue dado en honor al Dr. Manuel Villada (1841 – 1924), quien fuera médico, botánico y editor de la revistas “La Naturaleza”,  la especie V. levis, hace referencia a la forma aplanada de las hojas. En ocasiones suele usarse el nombre científico de esta especie como una sinonimia de la especie V. guatemalensis. 

## Clasificación y descripción
Planta de la familia Crassulaceae. Planta perenne, glabra, con rosetas a diferentes alturas, de 12 mm de diámetro, con hojas ascendentes, lineales, subagudas, papilosas, de 9-10 mm de largo; tallos florales de 3-5 dm de alto, algo ramificados, extendidos, con hojas extendidas o ascendentes, casi cilíndricas, agudas, de 1.5-2 cm de largo, el tallo floral muere parcialmente dejando 10 o más cm de tallo. Inflorescencia en densa espiga alargada, sépalos ovados, corola café amarillenta; ovarios de 2 mm de alto, estilo delgado de 1 mm de largo. Cromosomas n=21, 20.

## Distribución
Endémica de México en el estado de Oaxaca. Localidad tipo: Oaxaca: Santa Catarina.

## Ambiente
No se tienen datos sobre sus afinidades ecológicas.

## Estado de conservación
No se encuentra catalogada bajo algún estatus o categoría de conservación, ya sea nacional o internacional.